# Johann Carl Rohde
Johann Carl Rohde (* 10. Oktober 1812 in Homberg/Efze; † 22. Februar 1888 ebenda) war ein deutscher Politiker und Minister im Kurfürstentum Hessen.

## Leben
Rohde war der Sohn des Kaufmanns und Bürgermeisters Carl Wilhelm Rohde und dessen Ehefrau Henriette Christine Quans (1790–1805). Er heiratete am 16. Februar 1840 in Falkenberg Marie Wilhelmine Katharina Suntheim (* 26. Mai 1816 in Falkenberg; † 5. Juli 1883 in Homberg (Efze)), die Tochter des Conductors und Rentmeisters Friedrich Wilhelm Suntheim in Falkenberg.
Rohde studierte von 1830 bis 1833 Rechtswissenschaft in Göttingen, Marburg und Heidelberg. Er absolvierte anschließend eine Laufbahn im kurhessischen Justizdienst. 1849 war er Vortragender Rat im Innenministerium und von 1856 bis 1859 Justizminister, anschließend bis 1862 und 1865–1866 Finanzminister, zwischendurch 1864–1865 auch Innenminister. 1856 wurde er zum Staatsrat ernannt.